# Tipula (Acutipula) bubo
Tipula (Acutipula) bubo is een tweevleugelige uit de familie langpootmuggen (Tipulidae). De soort komt voor in het Palearctisch gebied.